# Beverbeek Classic 2006
La Beverbeek Classic 2006, nona edizione della corsa, valida come evento dell'UCI Europe Tour 2006 categoria 1.2, si svolse il 25 febbraio 2006 su un percorso di circa 172 km. Fu vinta dal belga Evert Verbist, che terminò la gara in 4h 07' 32".
Furono 119 i ciclisti che tagliarono il traguardo.

## Ordine d'arrivo (Top 10)
| Pos. | Corridore         | Squadra         | Tempo    |
| ---- | ----------------- | --------------- | -------- |
| 1    | Evert Verbist     | Ch. Jacques     | 4h07'32" |
| 2    | Tom Veelers       | Rabobank Cont.  | s.t.     |
| 3    | Alain Van Katwijk | Procomm         | a 6"     |
| 4    | Pieter Ghyllebert | Ch. Jacques     | a 11"    |
| 5    | Sven Renders      | Landbouwkrediet | a 13"    |
| 6    | Ronald Winters    | Bouwelse        | s.t.     |
| 7    | Thomas Berkhout   | Van Vliet       | a 19"    |
| 8    | Stijn Minne       | Sean Kelly Team | s.t.     |
| 9    | Kenny De Haes     | Ch. Jacques     | s.t.     |
| 10   | Kenny Lisabeth    | Ch. Jacques     | s.t.     |